# عمار دن
عمار دن یک منطقهٔ مسکونی در سومالی است که در Mudug واقع شده‌است.